# جيراردو جيفارا
جيراردو جيفارا هو موزع وملحن وعازف بيانو إكوادوري، ولد في 23 سبتمبر 1930 في كيتو في الإكوادور.

## وصلات خارجية
- جيراردو جيفارا على موقع ميوزك برينز (الإنجليزية)
- جيراردو جيفارا على موقع ديسكوغز (الإنجليزية)